# 1952 na literatura

## Nascimentos
| Data          | Nome                         | Profissão                           | Nacionalidade  | Observações | Ref   |
| ------------- | ---------------------------- | ----------------------------------- | -------------- | ----------- | ----- |
| 1 de março    | Steven Barnes                | escritor                            | Estados Unidos |             |       |
| 11 de março   | Douglas Adams                | escritor e comediante               | Inglaterra     | m. 2001     |       |
| 27 de abril   | Neuza de Souza               | jornalista, professora e escritora  | Brasil         |             |       |
| 2 de junho    | Ana Cristina Cesar           | escritora                           | Brasil         | m. 1983     |       |
| 9 de julho    | Agnelo Regalla               | poeta, jornalista e político        | Guiné-Bissau   |             | [ 1 ] |
| 10 de junho   | Kage Baker                   | escritora                           | Estados Unidos |             |       |
| 10 de junho   | Antônio Carlos Secchin       | poeta, ensaísta e crítico literário | Brasil         |             |       |
| 25 de junho   | Miguel Sousa Tavares         | jornalista e escritor               | Portugal       |             |       |
| 31 de outubro | Carlos Eduardo Lins da Silva | jornalista, escritor e professor    | Brasil         |             |       |
| 9 de dezembro | Ademar Santos                | escritor, jornalista e professor    | Portugal       | m. 2010     |       |

## Mortes
| Data           | Nome              | Profissão          | Nacionalidade | Observações | Ref |
| -------------- | ----------------- | ------------------ | ------------- | ----------- | --- |
| 7 de fevereiro | Sebastião da Gama | poeta              | Portugal      | n. 1924     |     |
| 16 de novembro | Charles Maurras   | poeta e jornalista | França        | n. 1868     |     |

## Prémios literários
- Nobel de Literatura - François Mauriac.
- Prémio Machado de Assis - Antônio da Silva Melo